# Bror Östman
Bror Gunnar Östman (ur. 10 października 1928 w Själevad, zm. 23 kwietnia 1992 w Örnsköldsvik) – szwedzki skoczek narciarski, uczestniczący w zawodach w latach 50. XX wieku. Brązowy medalista mistrzostw świata w Falun. Uczestnik igrzysk olimpijskich w 1952 i 1956.

## Wyniki

### Igrzyska olimpijskie
| Miejsce | Dzień     | Rok  | Miejscowość       | Punkt K | Skok 1 | Skok 2 | Wynik | Zwycięzca        |
| ------- | --------- | ---- | ----------------- | ------- | ------ | ------ | ----- | ---------------- |
| 32.     | 24 lutego | 1952 | Oslo              | K-72    | 66,5   | 65,0   | 187,0 | Arnfinn Bergmann |
| 14.     | 5 lutego  | 1956 | Cortina d’Ampezzo | K-80    | 76,0   | 75,5   | 204,5 | Antti Hyvärinen  |

### Mistrzostwa świata
| Miejsce | Dzień     | Rok  | Miejscowość | Punkt K | Skok 1 | Skok 2 | Nota  | Zwycięzca         |
| ------- | --------- | ---- | ----------- | ------- | ------ | ------ | ----- | ----------------- |
| 3.      | 14 lutego | 1954 | Falun       | K-75    | 75,0   | 77,0   | 221,5 | Matti Pietikäinen |
| 24.     | 9 marca   | 1958 | Lahti       | K-70    | 58,5   | 61     | 192,0 | Juhani Kärkinen   |

### Szwedzkie Igrzyska Narciarskie
- Falun 1952 - 2. miejsce
- Boden 1953 - 3. miejsce
- Falun 1956 - 3. miejsce
- Skellefteå 1957 - 1. miejsce
- Falun 1959 - 6. miejsce
- Falun 1960 - 11. miejsce
- Falun 1916 - 45. miejsce